# Epinephelus melanostigma
Epinephelus melanostigma és una espècie de peix de la família dels serrànids i de l'ordre dels perciformes.

## Morfologia
Els mascles poden assolir els 35 cm de longitud total.

## Distribució geogràfica
Es troba des de KwaZulu-Natal (Sud-àfrica) fins al Pacífic central.